# Memphis Tams 1973-1974
La stagione 1973-74 dei Memphis Tams fu la 7ª nella ABA per la franchigia.
I Memphis Tams arrivarono quinti nella Eastern Division con un record di 21-63, non qualificandosi per i play-off.

## Roster
| N° | Naz.                   | Ruolo | Sportivo        | Anno | Alt. | Peso |
| -- | ---------------------- | ----- | --------------- | ---- | ---- | ---- |
| 10 | Stati Uniti (bandiera) | G     | Wil Robinson    | 1949 | 188  | 79   |
| 11 | Stati Uniti (bandiera) | A     | Wil Jones       | 1947 | 203  | 93   |
| 14 | Stati Uniti (bandiera) | GA    | Johnny Neumann  | 1951 | 198  | 91   |
| 15 | Stati Uniti (bandiera) | A     | Johnny Baum     | 1946 | 196  | 91   |
| 20 | Stati Uniti (bandiera) | G     | Glen Combs      | 1946 | 188  | 84   |
| 20 | Stati Uniti (bandiera) | AC    | Joby Wright     | 1950 | 203  | 100  |
| 21 | Stati Uniti (bandiera) | G     | Larry Finch     | 1951 | 188  | 84   |
| 23 | Stati Uniti (bandiera) | G     | George Thompson | 1947 | 188  | 91   |
| 24 | Stati Uniti (bandiera) | G     | Mo Layton       | 1948 | 185  | 82   |
| 24 | Stati Uniti (bandiera) | G     | George Lehmann  | 1942 | 183  | 82   |
| 25 | Stati Uniti (bandiera) | A     | Mike Jackson    | 1949 | 201  | 98   |
| 25 | Stati Uniti (bandiera) | A     | Joe Reaves      | 1950 | 196  | 95   |
| 30 | Stati Uniti (bandiera) | A     | Charles Edge    | 1950 | 198  | 95   |
| 32 | Stati Uniti (bandiera) | C     | Randy Denton    | 1949 | 208  | 109  |
| 33 | Stati Uniti (bandiera) | AC    | Jim Ard         | 1948 | 203  | 98   |
| 34 | Stati Uniti (bandiera) | AC    | Lee Davis       | 1945 | 203  | 107  |
| 35 | Stati Uniti (bandiera) | AC    | Erwin Mueller   | 1944 | 203  | 104  |
| 35 | Stati Uniti (bandiera) | A     | Ronnie Robinson | 1951 | 203  | 91   |

## Staff tecnico
- Allenatore: Butch van Breda Kolff
- Vice-allenatore: George Lehmann